# Paul von Rennenkampf
Paul Georg Edler von Rennenkampff (în rusă Павел Карлович Ренненкампф, transliterat: Pavel Karlovici Rennenkampf; n. 17/29 aprilie 1854, Konuvere manor⁠(d), Gubernia Estonia⁠(d), Imperiul Rus – d. 1 aprilie 1918, Taganrog, Republica Sovietică Ucraineană⁠(d)) a fost un nobil german baltic, om de stat și general al armatei imperiale rusești care a comandat Armata I în invazia Prusiei Orientale în fazele inițiale ale luptelor de pe Frontul de Est al Primului Război Mondial. De asemenea, a fost ultimul comandant al districtului militar Vilna.
Rennenkampf și-a câștigat reputația de comandant de cavalerie eficient în timpul Răscoalei Boxerilor și Războiului Ruso-Japonez. După ce a participat la acesta din urmă, el a condus detașamentul care a suprimat Republica Cita⁠(d) în timpul Revoluției Ruse din 1905. Aceasta i-a adus o promovare suplimentară, iar după izbucnirea Primului Război Mondial, Rennenkampf a fost comandant al Districtului Militar Vilna, ale cărui forțe au fost folosite pentru a forma Armata 1-a sub comanda sa. El a condus Armata I-a în invazia Prusiei Orientale și a obținut timpuriu victorie la Gumbinnen la sfârșitul lunii august 1914, dar a fost înlocuit de la comandă după înfrângerile de la Tannenberg, Lacurile Mazuriene și Łódź, deși mai târziu s-a dovedit nevinovat pentru greșelile făcute în bătălia de la Łódź. Exonerat de o anchetă oficială asupra acțiunilor sale, Rennenkampf a fost împușcat de bolșevici în Taganrog în timpul Terorii Roșii în 1918.

## Biografie

### Origine
Paul Georg Edler von Rennenkampff s-a născut la 29 aprilie 1854 în Conofer Manor (acum în micul sat Konuvere din parohia Märjamaa, din Guvernoratul Estoniei); unul dintre cei opt copii ai căpitanului Karl Gustav Edler von Rennenkampff și Anna Gabriele Ingeborg Freiin von Stackelberg, el provenea din ramura Konofer-Tuttomäggi-Sastama a familiei baltice germane Rennenkampff și era de credință luterană. Familia sa era de origine vestfaliană, originară din Osnabrück. Pe partea mamei sale se afla familia Stackelberg, al cărei strămoș comun era Carl Adam von Stackelberg, ofițer suedez de cavalerie și participant la Marele Război al Nordului; el a rămas astfel al cincilea văr al generalului Georg von Stackelberg participant la Războiul ruso-japonez. 

### Cariera timpurie

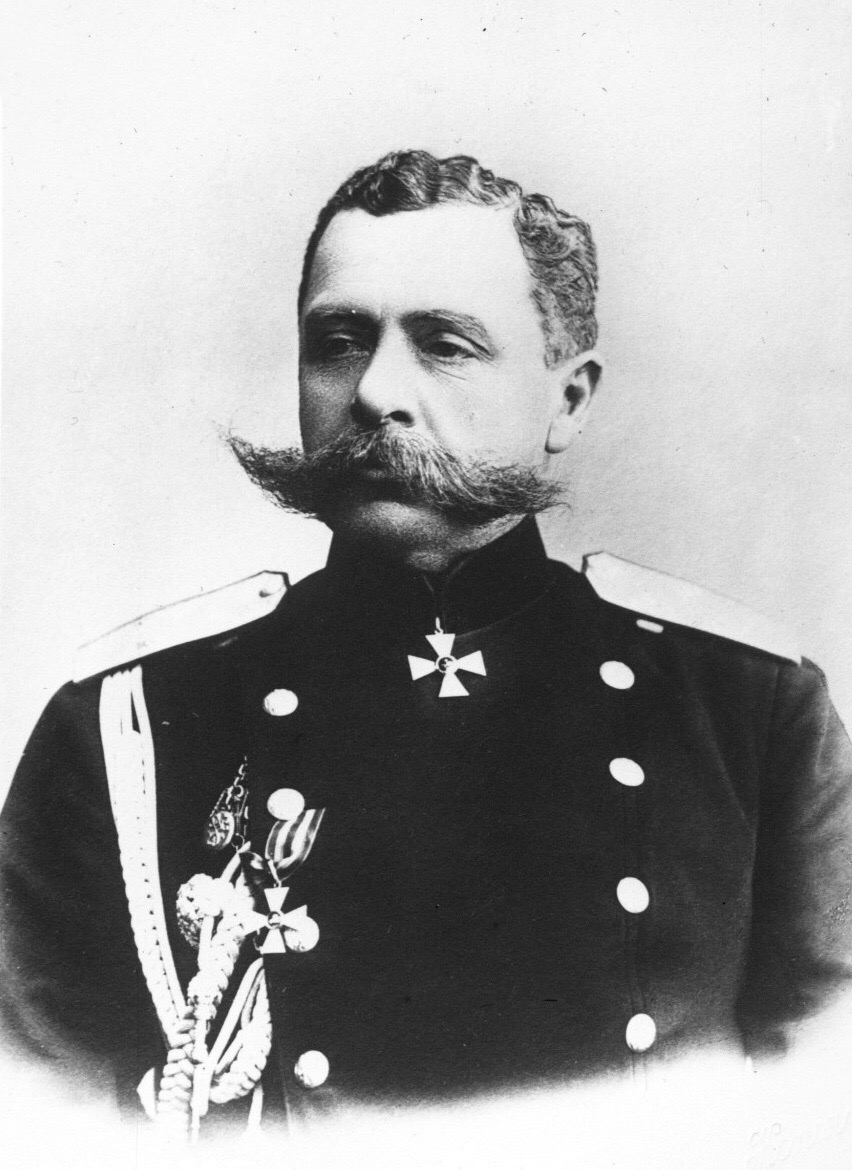
Rennenkampf în 1910

În tinerețe, Rennenkampf a fost educat la Școala Cavalerului și a Catedralei (în germană Die Estländische Ritter- und Domschule zu Reval; în estonă Tallinna Toomkool), o școală de limbă germană construită special pentru aristocrații germani baltici. După absolvire, s-a alăturat armatei ca subofițer în Regimentul 89 Infanterie. A absolvit Școala de infanterie Helsingfors Junker  din Helsinki și și-a început cariera militară la Regimentul 5 Lănceri lituanieni. A absolvit printre primii din clasa sa la Academia de Stat Major Nicolae din Sankt Petersburg (sau de  categoria I-a) în anul 1881. De la sfârșitul lunii august până la sfârșitul lunii noiembrie 1884, a fost ofițer superior al Corpului 14 Armată, specializat în instruire. La sfârșitul lunii septembrie 1886, a fost șef de stat major al Districtului Militar din Varșovia, servind sub generalul și mai târziu feldmareșalul contele Gurko. La începutul anului 1888, a fost numit la Districtul Militar Kazan. Rennenkampf a devenit ulterior adjutant principal la sediul cazacilor de pe Don. La sfârșitul lunii octombrie 1889, a fost numit ofițer general pentru o repartizare specială la Corpul 2 Armată. La sfârșitul lunii martie 1890, a fost numit șef de stat major al Fortăreței Osowiec din Polonia Rusă. În același an a fost avansat la gradul de colonel, după care a servit în mai multe regimente diferite până la sfârșitul lunii noiembrie 1899, când a fost numit șef de stat major al regiunii Transbaikal și a fost avansat la general-maior.

### Rebeliunea Boxerilor

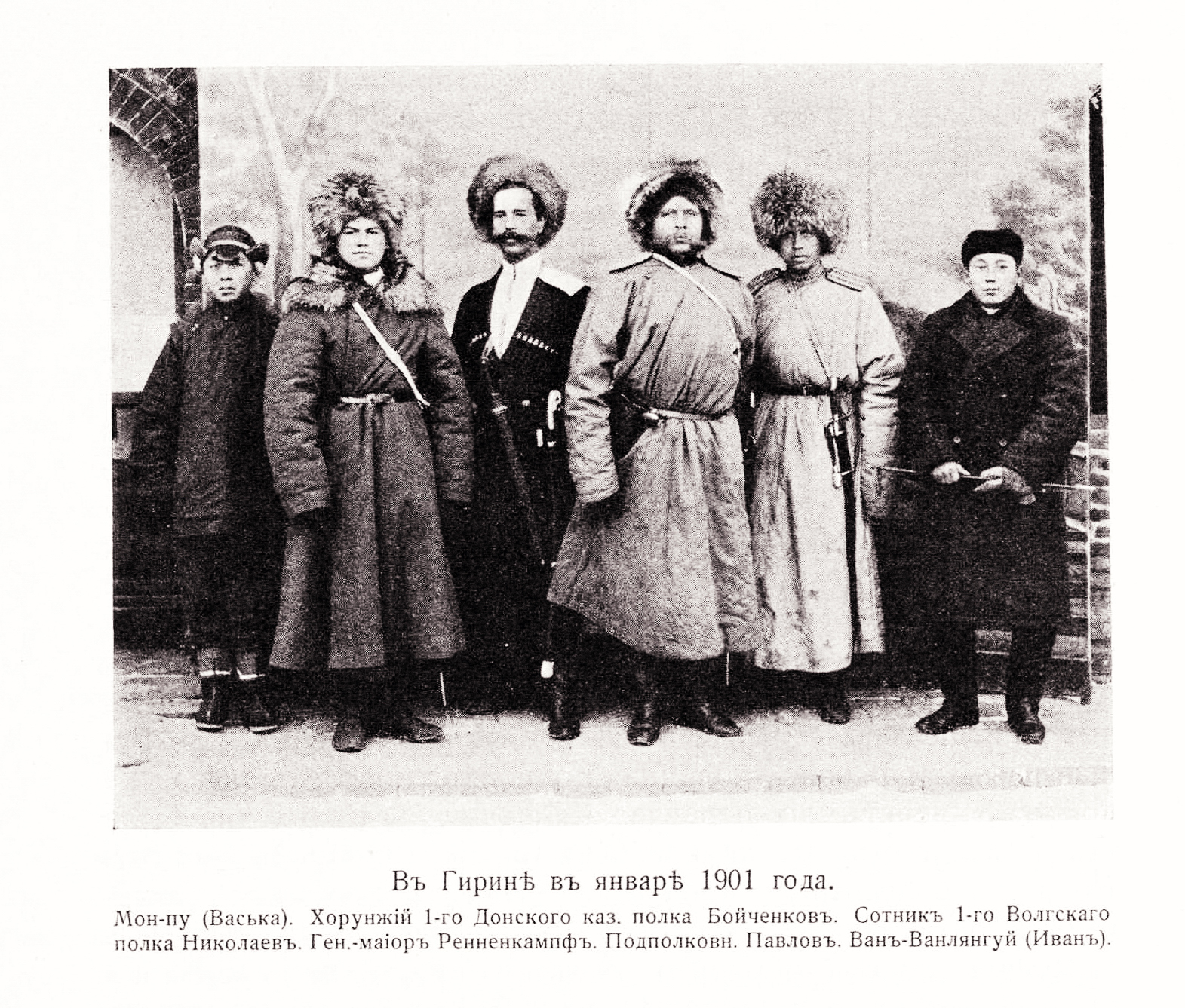
Rennenkampf mijloc-dreapta în timpul Răscoalei boxerilor (1901)

Din 1900 până în 1901, Rennenkampf a participat la suprimarea Răscoalei Boxerilor din China. El s-a remarcat cu un succes extrem în timpul campaniei, primind atât clasa a IV-a, cât și a III-a a Ordinului Sf. Gheorghe pentru distincție militară
A câștigat un nume și o largă popularitate în cercurile militare în timpul campaniei chineze (1900), pentru care a primit două cruci al Ordinului Sfântul Gheorghe. Militarii, în general, erau sceptici față de „eroii” războiului chinez și nu erau considerați „reali”. Dar raidul de cavalerie al lui Rennenkampf, în îndrăzneala și curajul său, merita o recunoaștere universală. A început la sfârșitul lunii iulie 1900, după ocuparea orașului Aigun (lângă Blagoveșcensk). Rennenkampff, cu un mic detașament, i-a învins pe chinezi aflați într-o poziție puternică de-a lungul crestei al muntelui Micul Hingan și după ce și-a depășit infanteria, cu 1.400 de cazaci și o baterie, după ce a făcut 400 de kilometri în trei săptămâni cu lupte continue, cu un raid iute a capturat marele oraș manciurian Qiqihar. De aici, înaltul comandament și-a asumat o ofensivă sistematică împotriva orașului Jirin, adunând forțe mari în cele 3 regimente de infanterie, 6 regimente de cavalerie și 64 de tunuri, sub comanda faimosului general Alexander von Kaulbars ... Dar, fără a aștepta detașamentul la fi colectat, generalul von Rennenkampff, luând cu el 1.000 de cazaci și o baterie, pe 24 august a mers înainte de-a lungul văii fluviului Sungari; Pe 29 a capturat Boduna, unde 1.500 de boxeri s-au predat pe neașteptate fără luptă; La 8 septembrie, a capturat orașul Kaun-Zheng-tzu, lăsând în urma sa cinci sute de oameni și o baterie pentru a-și asigura spatele, restul de 5 sute, făcând 130 km pe zi, au „zburat” spre orașul Jilin. Această performanță, de neegalat prin viteză și impetuozitate, i-au făcut pe chinezi, să exagereze până la extrem puterea lui Rennenkampff, sub această impresie Kirin, al doilea oraș cel mai populat și important din Manciuria s-a predat, iar marea garnizoană s-a predat. O mână de cazaci Rennenkampff, pierduți în masa chinezilor, timp de câteva zile, până au sosit întăririle, se afla într-o poziție preoriginală ... - Anton Denikin. 
 La mijlocul lunii septembrie, Rennenkampf a plecat la Dagushan, lăsând sute de soldați pentru a proteja monetăria și arsenalul. După câteva zile de odihnă, el a atacat și a ocupat Tieling și Mukden cu detașamentul său atacat, menținând controlul până în octombrie. În acest timp, generalul a supraviețuit numeroaselor încercări de asasinat; în timpul unei întâlniri, când el și trupele sale au intrat într-un conac, trei bărbați chinezi cu sulițe au atacat generalul, un cazac, Fyodor Antipyev, l-a salvat pe general, dar el a fost înjunghiat. Pentru distincție militară, i s-a acordat Ordinul Sf. Gheorghe de gradul III.
În război, raidul detașamentului de cavalerie al lui Rennenkampf a fost unul dintre cele mai reușite și decisive operațiuni militare din Răscoala Boxerilor. În doar trei luni de acțiuni, trupele ruse au preluat peste 2.500 m 2 de teren, cele mai bine pregătite trupe chineze staționate la Heilongjiang au fost înfrânte și au fost alungate din Manciuria, detașamentul rebelilor a fost dispersat, ducând la încetarea mișcării de rezistență chineză împotriva ocupanții lor ruși.

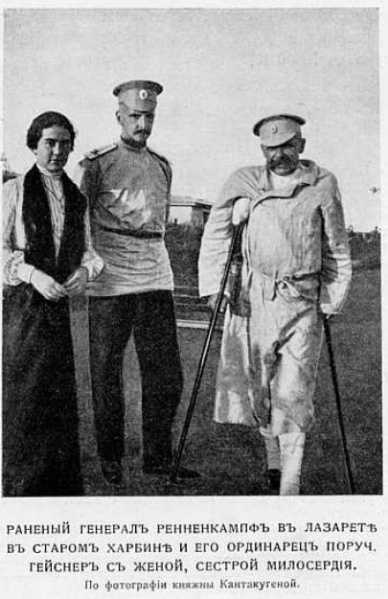
Rennenkampff rănit după Bătălia de la Liaoyang

### Războiul ruso-japonez
În februarie 1904, după izbucnirea Războiului ruso-japonez, Rennenkampf a fost numit comandant al Diviziei de cazaci Trans-Baikal. În iunie pentru distincție militară a fost avansat la gradul de general-locotenent.
La sfârșitul lunii iunie 1904, în timp ce cerceta pozițiile japoneze la Liaoyang, a fost împușcat în picior, glonțul spulberându-i tibia. După mai puțin de două luni a revenit în serviciul activ, fără să-și revină complet din răni. În Bătălia de la Mukden, Rennenkampf s-a distins din nou comandând detașamentul Tsinghechensky, care staționa în flancul stâng al Armatei I-a manchuriană, condusă de generalul Nikolai Linevich. În timpul bătăliei, el a arătat o mare perseverență care, combinată cu alte întăriri, a reușit să respingă ofensiva feldmareșalului Kawmura.
Potrivit unor istorici și scriitori, după bătălia de la Mukden, s-a produs un conflict personal între Rennenkampf și generalul Alexander Samsonov și s-a ajuns la un schimb de lovituri, care i-a făcut pe cei doi dușmani de-a lungul vieții; alți istorici susțin că nu ar putea exista ciocniri între generali [ cuvinte de nevăstuică ] Sursa principală a acestui zvon este memoriile generalului german Max Hoffmann, care a fost agent militar în armata japoneză în timpul războiului; capabil să observe personal relațiile dintre generalii ruși, el va deveni ulterior unul dintre dușmanii lui Rennenkampf în Primul Război Mondial. În memoriile sale, care se referă din nou la zvonuri, Hoffmann a menționat că ambii generali s-au certat în Liaoyang după luptă; cu toate acestea, acest argument susținut rămâne imposibil din punct de vedere fizic, deoarece Rennenkampf era grav rănit la momentul respectiv.
După război, Rennenkampf a comandat numeroase corpuri de armată, inclusiv al Corpul 7 armată siberiană, Corpul 3 armată siberiană și Corpul 3 de armată.

### Revoluția Rusă din 1905
Articol principal: Revoluția Rusă din 1905
După război, Rennenkampf a comandat un batalion de infanterie cu mai multe mitraliere care au urmărit un tren în Harbin, restabilind comunicațiile între Armata Manchuriană și Siberia de Vest. În acest timp, Revoluția a izbucnit; această sarcină a fost întreruptă de mișcarea revoluționară din Siberia de Est, Republica Chita. Rennenkampf și forțele sale au fost trimiși să suprime mișcarea, restabilind cu succes ordinea în Chita.
După această campanie, el a rămas ținta asasinatului numeroaselor grupări rebele și au fost planificate mai multe comploturi pentru asasinarea lui. La sfârșitul lunii octombrie 1906, s-a confruntat cu o tentativă de asasinat în timp ce mergea de-a lungul străzii cu doi dintre adjutanții săi; un membru al Partidului Socialist Revoluționar, care stătea pe o bancă, a aruncat o bombă pe picioarele generalului. Cu toate acestea, bomba nu a explodat corespunzător; în loc să-i ucidă pe Rennenkampf și pe adjutanții săi, explozia mai mult i-a uimit, asasinul a fost mai târziu arestat și judecat.
Acțiunile decisive ale lui Rennenkampf în cursul războiului și în suprimarea rebeliunii au dus la noi progrese în cariera sa. La sfârșitul lunii decembrie 1910, a fost avansat la gradul de general de cavaleriei, fiind promovat la gradul de general-adjutant în anul 1912; la mijlocul lunii ianuarie 1913 a urmat o nouă promovare în funcția de comandant-șef al tuturor trupelor din cadrul Districtului Militar de la Vilna.

## Publicații
- Auf dem Fluß Amur und in der Mandschurei , rapoarte de război ale generalilor Rennenkampf din 1904, Partea I, Voyenny Sbornik (colecția militară), Nr. 3, S. 89–108.
- Auf dem Fluß Amur und in der Mandschurei , rapoarte de război ale generalilor Rennenkampf din 1904, Partea II, Voyenny Sbornik, Nr. 4, S. 57-86.
- Auf dem Fluß Amur und in der Mandschurei , rapoarte de război ale generalilor Rennenkampf din 1904, partea III, Voyenny Sbornik, Nr. 5, S. 55-86.
- Der zwanzigtägige Kampf meines Detachements in der Schlacht von Mukden , Berlin: Mittler & Sohn (1909)